# Малик, Владимир Васильевич
Владимир Васильевич Малик (31 марта 1938, Ленинград) — советский гребец и тренер-преподаватель по академической гребле. Чемпион СССР в составе восьмёрки распашной, участник летних Олимпийских игр в Риме, мастер спорта. Тренер чемпионов мира Алексея Камкина и Валерия Долинина, заслуженный тренер РСФСР. Кандидат педагогических наук.

## Биография
Владимир Малик родился 31 марта 1938 года в Ленинграде, учился в ленинградской средней школе № 32. Занимаясь академической греблей, выполнил норматив мастера спорта СССР.
Наибольшего успеха как спортсмен добился в сезоне 1960 года, когда стал чемпионом Советского Союза в зачёте восьмёрок распашных с рулевым и благодаря череде удачных выступлений удостоился права защищать честь страны на летних Олимпийских играх в Риме. Стартовал в составе экипажа, куда также вошли гребцы Вольдемар Дундур, Виктор Баринов, Виктор Богачёв, Николай Гомолко, Борис Горохов, Леонид Иванов, Михаил Баленков и рулевой Юрий Лоренцсон, тем не менее, попасть здесь в число призёров им не удалось — на стартовом отборочном этапе они финишировали только четвёртыми, тогда как в утешительном заезде показали второй результат, уступив на финише команде из Франции.
После завершения спортивной карьеры в 1962 году Малик окончил Государственный институт физической культуры имени П. Ф. Лесгафта, где обучался на кафедре теории и методики гребного спорта. Позже в 1972 году окончил аспирантуру Ленинградского научно-исследовательского института физической-культуры. Кандидат педагогических наук.
В течение многих лет Владимир Малик работал тренером-преподавателем по академической гребле, подготовив многих талантливых спортсменов, добившихся больших результатов на международной арене. В числе наиболее известных его учеников — заслуженные мастера спорта Алексей Камкин и Валерий Долинин, победители множества международных регат, чемпионы мира, призёры Олимпийских игр. За выдающиеся достижения на тренерском поприще был удостоен почётного звания «Заслуженный тренер РСФСР».
На пенсии продолжал активно заниматься спортом, участник многих любительских и ветеранских регат по академической гребле. Отличник физической культуры и спорта.